# Střížkov (metropolitana di Praga)
Střížkov è una stazione della linea C della metropolitana di Praga.

## Storia
La stazione è stata attivata l'8 maggio 2008, come parte del prolungamento della linea C tra Ládví e Letňany.

## Strutture e impianti
La stazione è sotterranea ed è dotata di due binari, serviti da una banchina centrale.

## Servizi
La stazione è dotata di ascensori per le persone a mobilità ridotta.
- Biglietteria
- Servizi igienici

## Interscambi
- Fermata autobus (linee 152, 166, 177, 183, 151, 166, 201, 400 e 410)[2]